# Васильевская 2-я (Кировская область)
 Васи́льевская 2-я  — деревня в Афанасьевском районе Кировской области в составе Ичетовкинского сельского поселения.

## География
Расположена на расстоянии примерно 9 км на восток от райцентра поселка Афанасьево.

## История
Известна с 1891 года как починок Василия Трофимова Варанкина, в 1905 дворов 3 и жителей 16, в 1926 (починок Васильевский) хозяйств 8 и жителей 39, в 1950 10 и 32, в 1989 оставалось 9 человек. Современное название с 2010 года.

## Население
1. Н/Д[5]

Постоянное население составляло 7 человек (русские 86 %) в 2002 году, 0 в 2010.